# Gravimetr
Gravimetr je měřicí přístroj pro měření intenzity, směru, nebo dalších charakteristik gravitačního pole. V pozemských podmínkách se obvykle jedná o přístroj k měření lokálního zemského gravitačního pole a zjišťování jeho anomálií.
V principu se jedná o velmi přesný akcelerometr.
Gravimetry se využívají v praktických oborech - především v geologii.

## Historické gravimetry

### Schaffernichtův gravimetr
Tlumené závaží je zavěšeno na pružině. Na spodní straně závaží je umístěno zrcátko. Jeho vertikální pohyb je sledován pomocí interferometru.

### Haalckův gravimetr
Kapalina o vysoké hustotě je umístěna ve dvou uzavřených nádobách propojených tak, aby tato kapalina mohla mezi nádobami proudit. Zbylý prostor je zcela vyplněn kapalinou o malé hustotě. Tato lehká kapalina sahá až do kapilár, které propojují každou nádobu se samostatným zásobníkem plynu. Nádoby jsou umístěny tak, aby hladiny husté byly v různé úrovni a ta byla vyrovnána tlakem plynu v zásobnících. Změny gravitačního pole se projeví pohybem hladiny lehké kapaliny v kapilárách.

### Sorberův gravimetr
Dvojice zrcátek je zavěšena na pružinách proti sobě. Mezi nimi se mnohokrát odráží paprsek světla. Pohyb zrcátek změní místo dopadu paprsku.